# Ахмед, Сара (тяжелоатлетка)
Сара Самир Аль-Сайед Мухаммед Ахмед (араб. سارة سمير السيد محمد أحمد‎; англ. Sara Samir Elsayed Mohamed Ahmed, род. 1 января 1998 года, Исмаилия, Египет) — египетская тяжелоатлетка. Бронзовый призёр Олимпиады 2016 года в Рио-де-Жанейро, серебряная призёрка летних Олимпийских игр 2024 года. Двукратная чемпионка мира. Серебряный призёр чемпионатов мира 2018 и 2024 годов.

## Карьера
Занимается тяжёлой атлетикой с 2010 года в армейском клубе «Исмаилия». Дебютировала на международной арене в 2012 году. В течение своей спортивной карьеры выступала в категориях до 63 и до 69 кг. В 2014 году победила на летних юношеских Олимпийских играх в Нанкине. В 2016 году на своей дебютной Олимпиаде стала бронзовым призёром.
В начале ноября 2018 года на чемпионате мира в Ашхабаде, египетская спортсменка, в весовой категории до 71 кг, завоевала абсолютную серебряную медаль, взяв общий вес 252 кг. При этом в упражнение толчок она завоевала малую серебряную медаль с весом на штанге 141 кг, а в упражнение рывок малую бронзовую медаль с результатом 111 кг.
На чемпионате мира 2022 года в Боготе, в Колумбии в категории до 76 кг она стала чемпионкой мира по сумме двух упражнений с результатом 261 кг и завоевала обе малые золотые медали.
В Саудовской Аравии, где состоялся Чемпионат мира по тяжёлой атлетике 2023 года, египетская спортсменка в категории до 76 кг завоевала титул чемпионки мира с результатом 246 кг по сумме двух упражнений. Обе малые золотые медали также достались ей.
На летних Олимпийских играх 2024 года Сара выступала в весовой категории до 81 кг среди женщин и завоевала серебряную медаль. Подняла вес 268 килограммов по сумме двух упражнений.
На чемпионате мира 2024 года, который состоялся в Бахрейне, египетская спортсменка завоевала серебряную медаль в категории до 81 кг с результатом 262 кг по сумме двух упражнений. В упражнении толчок она также завоевала малу серебряную медаль.

## Основные результаты
| Год  | Соревнования                              | Место проведения             | Весовая категория | Рывок, кг | Толчок, кг | Сумма, кг | Место |
| ---- | ----------------------------------------- | ---------------------------- | ----------------- | --------- | ---------- | --------- | ----- |
| 2012 | Чемпионат Африки среди юниоров и молодёжи | Тунис, Тунис                 | до 63 кг          | 95        | 120        | 215       | 1     |
| 2013 | Чемпионат мира среди юношей               | Ташкент, Узбекистан          | до 63 кг          | 101       | 120        | 221       | 1     |
| 2013 | Средиземноморские игры                    | Мерсин, Турция               | до 63 кг          | 92        | 124        | 216       | 2     |
| 2014 | Чемпионат Африки среди юниоров и молодёжи | Тунис, Тунис                 | до 69 кг          | 103       | 125        | 228       | 1     |
| 2014 | Юношеские Олимпийские игры                | Нанкин, Китай                | до 63 кг          | 103       | 125        | 228       | 1     |
| 2014 | Чемпионат мира                            | Алма-Ата, Казахстан          | до 63 кг          | 104       | 125        | 229       | 12    |
| 2015 | Чемпионат мира среди юношей               | Лима, Перу                   | до 69 кг          | 103       | 133        | 236       | 1     |
| 2015 | Чемпионат мира среди юниоров              | Вроцлав, Польша              | до 69 кг          | 102       | 130        | 232       | 1     |
| 2015 | Африканские игры                          | Браззавиль, Республика Конго | до 69 кг          | 102       | 132        | 234       | 1     |
| 2015 | Гран-при IWF                              | Фучжоу, Китай                | до 69 кг          | 105       | 130        | 235       | 2     |
| 2015 | Чемпионат мира                            | Хьюстон, США                 | до 69 кг          | 110       | 135        | 245       | 4     |
| 2015 | Арабский чемпионат                        | Шарм-эш-Шейх, Египет         | до 69 кг          | 100       | 125        | 225       | 1     |
| 2016 | Олимпийские игры                          | Рио-де-Жанейро, Бразилия     | до 69 кг          | 112       | 143        | 255       | 3     |
| 2017 | Чемпионат мира                            | Анахайм, США                 | до 69 кг          | —         | 136        | —         | —     |
| 2018 | Чемпионат Африки среди юниоров и молодёжи | Каир, Египет                 | до 69 кг          | 105       | 135        | 240       | 1     |
| 2018 | Средиземноморские игры                    | Константи, Испания           | до 69 кг          | 105       | 135        | 240       | 1     |
| 2018 | Чемпионат мира среди юниоров              | Ташкент, Узбекистан          | до 69 кг          | 105       | 133        | 238       | 1     |
| 2018 | Чемпионат мира                            | Ашхабад, Туркмения           | до 71 кг          | 111       | 141        | 252       | 2     |
| 2022 | Чемпионат мира                            | Богота, Колумбия             | до 76 кг          | 113       | 148        | 261       | 1     |
| 2023 | Чемпионат мира                            | Эр-Рияд, Саудовская Аравия   | до 76 кг          | 108       | 138        | 246       | 1     |
| 2024 | Олимпийские игры                          | Париж, Франция               | до 81 кг          | 117       | 151        | 268       | 2     |
| 2024 | Чемпионат мира                            | Манама, Бахрейн              | до 81 кг          | 113       | 149        | 262       | 2     |